# El Cucayo 1ra. Sección
El Cucayo 1ra. Sección är en ort i Mexiko.   Den ligger i kommunen Sunuapa och delstaten Chiapas, i den sydöstra delen av landet, 700 km öster om huvudstaden Mexico City. El Cucayo 1ra. Sección ligger 397 meter över havet och antalet invånare är 116.
Terrängen runt El Cucayo 1ra. Sección är kuperad, och sluttar norrut. Runt El Cucayo 1ra. Sección är det ganska tätbefolkat, med 58 invånare per kvadratkilometer. Närmaste större samhälle är Pichucalco, 15,6 km öster om El Cucayo 1ra. Sección. Trakten runt El Cucayo 1ra. Sección består till största delen av jordbruksmark.